# Stibo Systems
Stibo Systems A/S er en del af modervirksomheden Stibo Holding A/S og har hovedkvarter i Højbjerg ved Aarhus.
Stibo Systems er et af verdens førende softwarevirksomheder inden for Master Data Management løsninger og deres MDM-system benyttes inden for produktion, distribution, detailhandel, turisme, bilindustrien og kolonialhandel industrien til styring af strategiske information på globalt plan.
Gennem Stibo A/S og Stibo Holding A/S er Stibo Systems A/S ejet af Stibo-Fonden, — en fond, som har til formål at sikre virksomhedens langsigtede udvikling og overlevelse samt bidrage til det omgivende samfund. Siden 1965 er hele virksomhedens overskud blevet reinvesteret i virksomheden og i velgørende organisationer over hele verden.[kilde mangler]